# Ruth Benedict
Ruth Benedict, född Fulton den 5 juni 1887 i New York, död den 17 september 1948, var en amerikansk kulturantropolog. Hon fick en professur vid Columbiauniversitetet 1930 och företrädde den riktning inom antropologin, som försöker inordna en kulturs yttringar i ett ”kulturmönster”.

## Biografi
Ruth Benedict var dotter till Beatrice och Frederick Fulton. Modern arbetade som lärare och fadern hade en framgångsrik karriär som homeopat och kirurg, men dog i en okänd sjukdom året efter dotterns födelse.
Hon slutförde sin grundutbildning vid Vassar College med examen 1909 och kom efter en rad olika arbeten och resor år 1919 till Columbiauniversitetet för forskarutbildning under Franz Boas ledning. Hon promoverades till fil.dr 1923 på avhandlingen ”The Concept of the Guardian Spirit in North America” och anslöt sig därefter till fakulteten.
Franz Boas, som också blev hennes mentor, har kallats den amerikanska antropologins fader och hans lära och ståndpunkter är klart bevisliga i hennes arbeten. I Boas' starkt antirasistiska skrifter försöker han visa att ras, språk och kultur är oberoende av varandra och Benedict präglades av hans egilitarianism, vilket hon också förde vidare i sin forskning och sina skrifter.
Benedict innehade posten som president i American Anthropological Association och var också hedersmedlem i American Folklore Society. Hon fortsatte samtidigt sin undervisning och fick full professorsstatus endast två månader före sin död 1948. Hon avled i en hjärtattack.